# Francesco Lomonaco
Francesco Lomonaco, né le 22 novembre 1772 à Montalbano Jonico et mort 1er septembre 1810 à Pavie, est un écrivain et patriote italien.
Il est surnommé le « Plutarque Italien ». On le considère comme un précurseur du Risorgimento et l'un des premiers révolutionnaires à appeler à une unité Italienne, sous un même gouvernement.

## Biographie

### Le début

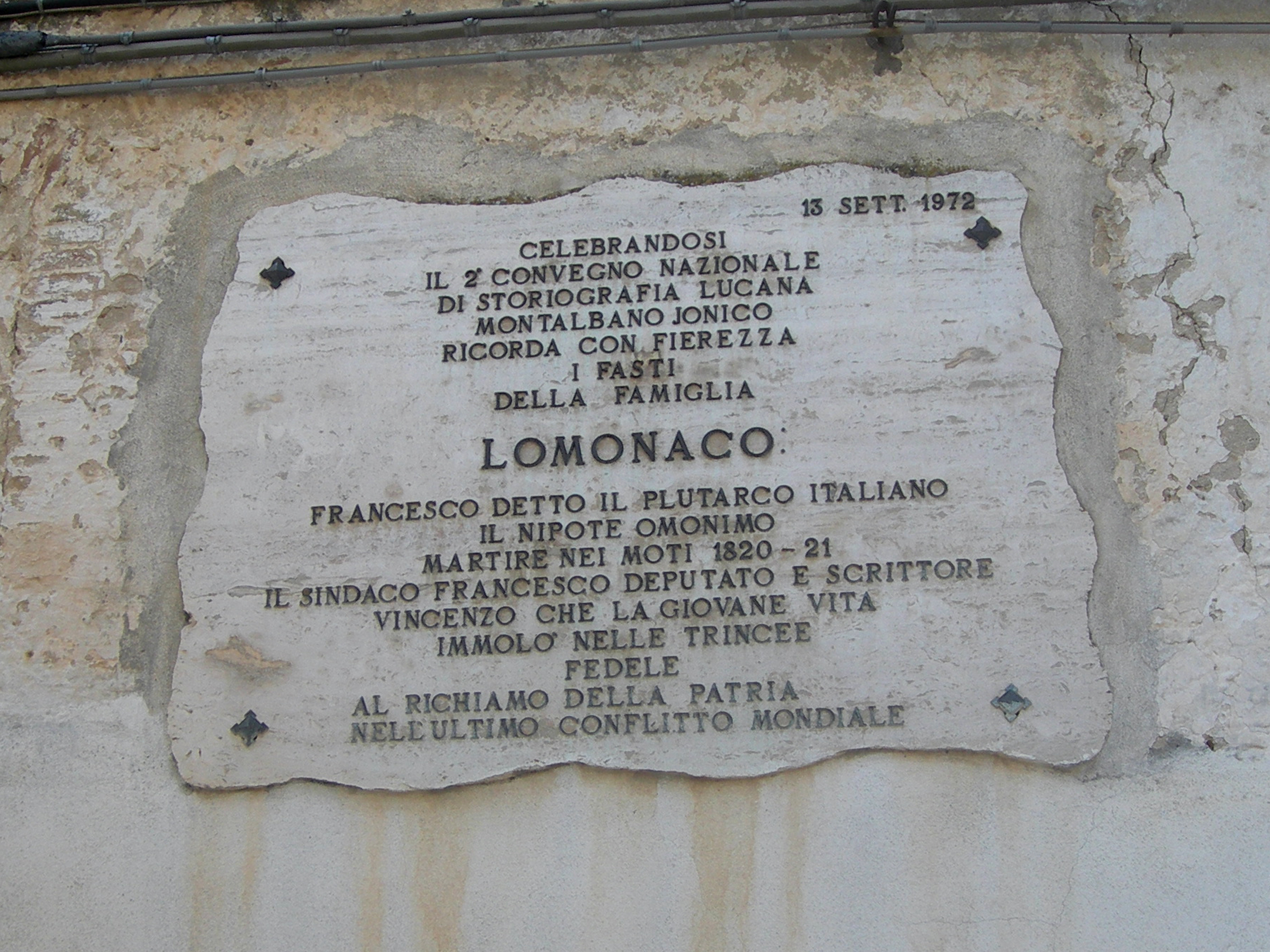
La plaque dédiée à la famille Lomonaco à Montalbano Jonico

Francesco Lomonaco est né à Montalbano Jonico, qui faisait alors partie du royaume de Naples (aujourd'hui province de Matera), le 22 novembre 1772. Son père, Nicola Lomonaco, était un fervent adepte de la philosophie des Lumières, avec laquelle il s'était familiarisé durant ses études à Naples. Le jeune Francesco, qui, à l'âge de neuf ans, pouvait déjà traduire des textes en Latin, a poursuivi ses études, sous la direction du père Nicolas Marie Troyli, qui avait ouvert une école privée à Montalbano Jonico. À la disparition de Troyli en 1788, le jeune homme de seize ans qui savait, en plus du Latin, le Grec ancien, la philosophie, les mathématiques, la physique, le droit , et l'hébreu, le remplace comme professeur jusqu'en 1790, Cette année-là, il partira à Naples pour poursuivre ses études à l'université.
En 1793, il est diplômé en médecine puis, plus tard, en 1796, en utroque jure (jurisprudence). Il traduit le Contrat social de Rousseau , et le manuel des Droits et devoirs des citoyens de De Mably, avec l'ajout, dans le dernier cas, d'une préface. 
En 1799, il a participé activement à la République parthénopéenne, comme employé de la municipalité de Naples et médecin militaire. Avec l'arrivée des troupes sanfediste, il s'est retrouvé parmi les assiégés au Castel Sant'elmo. Il a réussi à survivre à la réaction des bourbons, semble-t-il grâce à une banale erreur de transcription de son nom de famille (« Lomonaco » transformé en « Lamanica »), et a donc pris le chemin de l'exil,,.

### L'exil
Après un séjour en France, où il fait la connaissance de Vincenzo Monti (qui, plus tard, traduit l'Iliade d'Homère), il s'installe à Milan, où il a rencontré Ugo Foscolo, dont il devient l'ami et médecin personnel, ainsi que le précepteur de son jeune frère Giulio. Il renforça son amitié avec le jeune Alessandro Manzoni, qui a eu une forte influence sur Lamonaco. Plus tard, il a déménagé à Pavie, où il a obtenu la chaire d'histoire et de géographie au Collège militaire pavese, convaincu que « sans la connaissance de l'histoire et de la géographie humaine - vous ne pouvez devenir ni guerriers, ni politiques ».
À la chute de la République parthenopéenne de 1799, il a écrit un pamphlet intitulé Rapport au citoyen Carnot. Cet écrit, qui fit sensation en France, a été ensuite immédiatement publié en Italie. À la première édition, de janvier 1800, rapidement épuisée, plusieurs autres ont suivi. Ce rapport a non seulement apporté la gloire et la popularité de l'auteur, en le faisant connaître, dans la Milan du siècle des lumières, dans les salons littéraires et par ceux qui disaient avoir à cœur le destin du pays, fasciné par les idées d'Unité, (dont Ugo Foscolo et le jeune Alessandro Manzoni). Mais il a aussi annoncé le début d'une nouvelle et longue série de « rapports » d'autres auteurs, qui avait pris la rue pour dénoncer les nombreuses injustices perpétrées en Italie, principalement en raison de sa fragmentation politique.
Il a écrit ensuite la Vie des excellents italiens (1802) et la Vie des célèbres capitaines d'Italie (1804). Manzoni s'est inspiré de ce dernier ouvrage pour composer Le Comte de Carmagnola,,.
En 1801, il publie l'Analyse de la sensibilité, où il écrit:
« Bonaparte, se volesse, sarebbe nelle circostanze di eclissare la gloria degli antichi e moderni ordinatori di stati: egli sovrasta i destini di due grandi nazioni. Ma prima di vedere lo scopo delle sue segrete mire politiche, le meta dei suoi nascosti progetti, il totale compimento delle sue strepitose imprese, non conviene profferire su di lui una definitiva sentenza, giacché potrei essere o servilmente adulato, o ingiustamente maledetto. Gli egiziani non giudicano gli uomini che dopo la loro morte »
— Auteur,  Francesco Lomonaco, Capitolo XXIII, Della Politica page 313

« S'il le voulait, Bonaparte serait en mesure d'éclipser la gloire des hommes d'état modernes, aussi bien qu'antiques, il est le souverain de deux grandes nations. Mais plutôt que d'envisager d'abord le secret de ses objectifs politiques, les fins de ses projets cachés, la totale réussite de ses ambitieuses entreprises, il ne faut pas prononcer sur lui une sentence définitive, ni pour l'aduler servilement, ni pour injustement le maudire. Les égyptiens ne jugeaient les hommes qu'après la Mort »
— Francesco Lomonaco, Capitolo XXIII, Della Politica page 313
  Quelques années plus tard, ce concept a été exprimé par Lomonaco, directement devant Napoléon Bonaparte. Cela s'est passé exactement en 1805, lors de son « Discours de vœux  », prononcé devant l'Empereur, qui était en visite à Pavie. Le tout fut publié ensuite par Cappelli en 1806, pour l'originalité et le contenu élevé de patriotisme, et a créé une forte sensation, et aussi certaines craintes dans le corps diplomatique et les responsables locaux présents, qui, évidemment, qui craignaient de perdre les subsides français, ce qui naturellement ne fut pas le cas. C'était aussi la première d'une longue série: tous, Foscolo, y compris, avant le début des cours, durent, comme enseignants, à la fois dans les académies militaires et dans les universités, s'efforcer de lutter par d'autres « discours » sur ce discours en essayant de rivaliser pour écrire d'une façon correcte l'italien moderne, dans le nouveau style littéraire inventé par Lomonaco. Les critiques furent nombreuses mais à la hauteur de la jalousie de ses contemporains.

### La dernière période

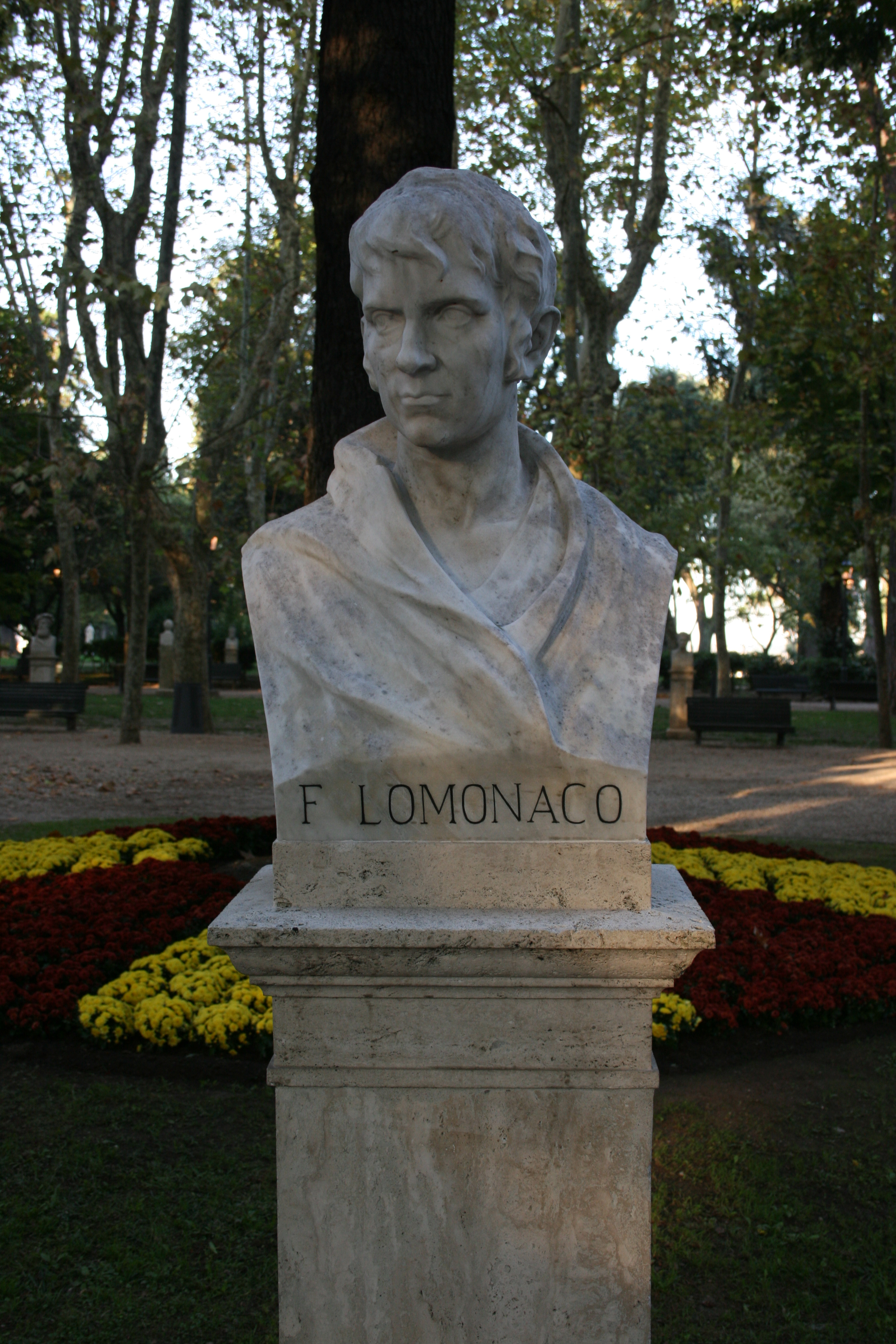
Buste de Francesco Ferrari exposés aux jardins du Pincio à Rome

En 1809 , il a écrit le Discours littéraire et philosophique, qui indiquait toutes les contradictions que la figure de Napoléon avait produit sur les patriotes italiens.  Cela figurait déjà dans le Jacopo Ortis de Foscolo qui entraînèrent sa persécution et la censure de Napoléon. Les mesures restrictives et de l'impossibilité de retourner dans sa patrie, le rendirent de plus en plus déprimé. Après avoir écrit une lettre à son frère, Lomonaco, il se suicide à Pavie, en se jetant dans le Tessin, le 1er septembre 1810.
Manzoni, dans sa jeunesse, lui avait consacré un sonnet , avant d'avoir semble t-il pris de la distance, en ayant renié tous ses vers et écrits de jeunesse, pour la période située entre 1801 et 1804, comme Le triomphe de la liberté. De nombreuses années après, dans une interview accordée en 1866 il n'eut que des paroles de louanges sur Lomonaco. L'interview a été publiée dans le Corriere della sera, dix ans plus tard, les 12 et 13 octobre 1876,,.